# Theodor Mooren
Theodor Franz Clemens Mooren (* 20. April 1833 in Oedt; † 29. August 1906 in Bad Wildungen) war Oberbürgermeister in Eupen und Mitglied des Deutschen Reichstags sowie des Preußischen Abgeordnetenhauses.

## Leben
Mooren besuchte ein Kölner Gymnasium und studierte Rechtswissenschaften. 1860 wurde er als Nachfolger seines verstorbenen Vaters Bürgermeister seiner Heimatgemeinde Oedt. Von 1869 bis 1876 war er auch Bürgermeister von Schmalbroich und der Kreisstadt Kempen. In Kempen machte er sich besonders durch die Errichtung einer Reichstelegraphenstation, die Abschaffung des Schulgeldes, die Gründung der Freiwilligen Feuerwehr sowie die Regulierung des Stadtgrabens und die Anlage der Promenade verdient. Noch heute ist der Moorenring in Kempen nach ihm benannt.
1877 wurde er als Opfer des Kulturkampfes amtsenthoben und durch Staats-Ministerialbeschluss vom 25. April 1878 aus dem Verwaltungsdienst entlassen. Mooren reagierte mit der Abfassung der Streitschrift Meine Amtsentsetzung, in der das systematische Vorgehen der preußischen Regierung gegen katholische Amtsträger detailliert dargestellt und die gegen ihn erhobenen Vorwürfen im Detail widerlegt werden. Im Jahre 1881 wurde Mooren zum Nachfolger des aus gesundheitlichen Gründen zurückgetretenen Bürgermeisters der Industriestadt Eupen, Peter Becker, gewählt und damit de facto rehabilitiert. Dieses Amt behielt er bis 1905. Im Jahre 1904 verlieh ihm Kaiser Wilhelm II. den Titel des Oberbürgermeisters. Mooren machte sich in Eupen besonders durch seine Bemühungen um die Verschönerung und Begrünung des Stadtbildes und durch den Aufbau einer städtischen Wasserversorgung verdient; die Moorenhöhe, auf der einst ein Aussichtsturm stand, sowie die Theodor-Moorenstraße erinnern dort an den früheren Oberbürgermeister.
Für Kempen und Eupen war er Mitglied des Kreistages. Zwischen 1894 und 1906 war er Mitglied im Provinziallandtag der Rheinprovinz. Von 1867 bis 1870 war er Mitglied des Preußischen Abgeordnetenhauses für den Wahlkreis Kempen-Geldern, von 1879 bis 1905 für die Kreise Bergheim (Erft), Euskirchen und Köln-Land. und von 1887 bis 1898 des Deutschen Reichstages für die Stadt Aachen und die Deutsche Zentrumspartei. Seine Besitzungen in der Heimatstadt Oedt vermachte Mooren dem Kölner Gymnasial- und Stiftungsfonds zur Errichtung einer noch heute bestehenden Studienstiftung.

## Werke
- Meine Amtsentsetzung. Ein Beitrag zum Kapitel Gewissensfreiheit und Selbstverwaltung in Preußen. Bachem, Köln 1878 (Digitalisat).